# Sambo aux Jeux européens de 2019
Navigation
Édition précédente
Les épreuves de sambo aux Jeux européens de 2019 ont lieu au Palais des sports de Minsk, en Biélorussie, du 22 au 23 juin 2019. 18 épreuves sont au programme.

## Médaillés

### Hommes
| Épreuve | Or                     | Argent             | Bronze                                 |
| ------- | ---------------------- | ------------------ | -------------------------------------- |
| 52 kg   | Tigran Kirakosyan      | Aghasif Samadov    | Andrei Kubarkov Givi Nadareishvili     |
| 57 kg   | Vakhtangi Chidrashvili | Sayan Khertek      | Uladzislau Burdz Mehman Khalilov       |
| 62 kg   | Ruslan Bagdasarian     | Savvas Karakizidis | Ivan Aniskevich Genadi Chirgadze       |
| 68 kg   | Aliaksandr Koksha      | Mindia Liluashvili | Nikita Kletskov Emil Hasanov           |
| 74 kg   | Levan Nakhutsrishvili  | Stanislav Skryabin | Arsen Ghazaryan Stsiapan Papou         |
| 82 kg   | Andrey Perepelyuk      | Davit Grigoryan    | Besarioni Berulava Tsimafei Yemelyanau |
| 90 kg   | Sergey Ryabov          | Andrei Kazusionak  | Dmitri Gerasimenko Paata Ghviniashvili |
| 100 kg  | Daviti Loriashvili     | Viktors Reško      | Alsmi Chernoskulov Denis Tachii        |
| +100 kg | Beka Berdzenishvili    | Yury Rybak         | Artem Osipenko Vladimir Gajic          |

### Femmes
| Épreuve | Or                   | Argent               | Bronze                                  |
| ------- | -------------------- | -------------------- | --------------------------------------- |
| 48 kg   | Elena Bondareva      | Anastasiia Novikova  | Anfisa Kapayeva Tsvetelina Tsvetanova   |
| 52 kg   | Diana Riabova        | Maryna Zharskaya     | Irene Diaz Vidal Paulina Eșanu          |
| 56 kg   | Tatiana Kazeniuk     | Anastasiia Arkhipava | Laure Fournier Daniela Poroineanu       |
| 60 kg   | Vera Harelikava      | Sabina Artemciuc     | Yana Kostenko Yaiza López Jiménez       |
| 64 kg   | Ekaterina Onoprienko | Olena Sayko          | Anda-Mihaela Valvoi Tatsiana Matsko     |
| 68 kg   | Lucija Babic         | Kateryna Moskalova   | Marina Mokhnatkina Volha Namazava       |
| 72 kg   | Anzhela Zhylinskaya  | Nino Odzelashvili    | Galina Ambartsumian Nataliya Smal       |
| 80 kg   | Mariya Oryashkova    | Zhanara Kusanova     | Sviatlana Tsimashenka Halyna Kovalska   |
| +80 kg  | Anastasiia Sapsai    | Elene Kebadze        | Alina-Petronela Paunescu Anna Balashova |

## Tableau des médailles
| Rang  | Nation      | Or | Argent | Bronze | Total |
| ----- | ----------- | -- | ------ | ------ | ----- |
| 1     | Russie      | 7  | 3      | 8      | 18    |
| 2     | Géorgie     | 4  | 3      | 4      | 11    |
| 3     | Biélorussie | 3  | 4      | 8      | 15    |
| 4     | Ukraine     | 1  | 3      | 2      | 6     |
| 5     | Arménie     | 1  | 1      | 1      | 3     |
| 6     | Bulgarie    | 1  | 0      | 1      | 2     |
| 7     | Croatie     | 1  | 0      | 0      | 1     |
| 8     | Azerbaïdjan | 0  | 1      | 2      | 3     |
| 9     | Grèce       | 0  | 1      | 0      | 1     |
| 9     | Lettonie    | 0  | 1      | 0      | 1     |
| 11    | Moldavie    | 0  | 1      | 2      | 3     |
| 12    | Roumanie    | 0  | 0      | 3      | 3     |
| 13    | Espagne     | 0  | 0      | 2      | 2     |
| 13    | Serbie      | 0  | 0      | 2      | 2     |
| 15    | France      | 0  | 0      | 1      | 1     |
| Total | Total       | 18 | 18     | 36     | 72    |